# Rally van Corsica
De Rally van Corsica, formeel bekend als de Tour de Corse, is een rallyevenement gehouden op het eiland Corsica, die tussen 1973 en 2008 diende als Frankrijks ronde van het wereldkampioenschap rally. Na een aantal jaar deel te hebben uitgemaakt van de Intercontinental Rally Challenge en het Europees rallykampioenschap, keerde het evenement in 2015 terug als ronde van het WK rally.

## Geschiedenis

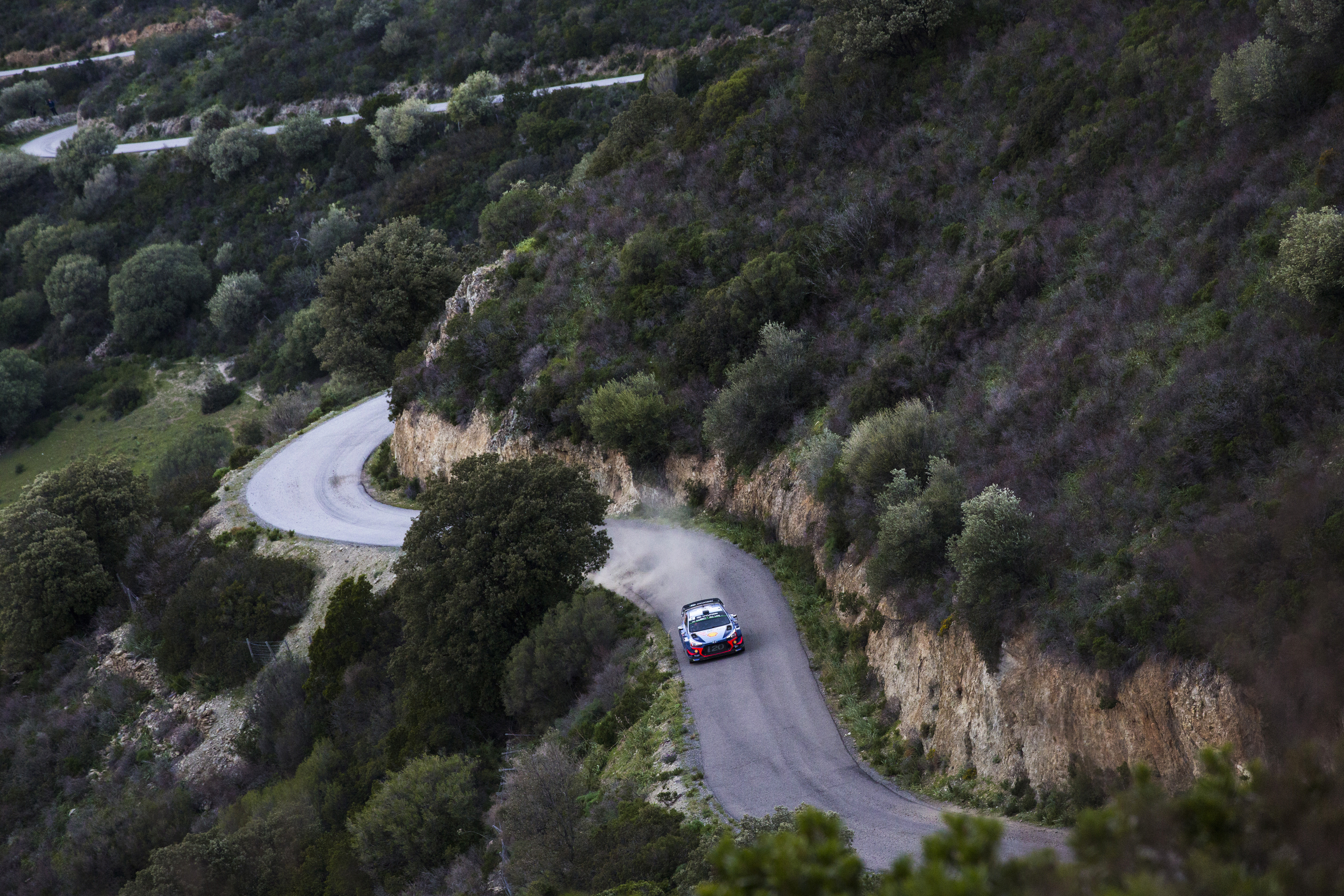
De smalle bochtige bergwegen typeren de rally

De naam 'Tour de Corse' (vertaald: Ronde van Corsica) stamt uit de vroege jaren van het evenement, toen de rally namelijk verreden werd over het gehele eiland. In latere jaren is de route aangepast en een stuk compacter gemaakt. Tot midden jaren tachtig was het qua competitieve afstand echter een van de langste evenementen op de kalender, waarin het vaak de duizend kilometer deed overschrijden. De rally, die georganiseerd wordt door de Fédération Française du Sport Automobile (FFSA) en de Automobile Club de la Corse (ASACC), vond in 1956 voor het eerst plaats en werd dat jaar gewonnen door de vrouwelijke coureur Gilberte Thirion in een Renault Dauphine.
Het record van aantal overwinningen wordt gedeeld door twee Fransmannen: Bernard Darniche en Didier Auriol. Beide wonnen het evenement zesmaal. In het 2010 seizoen werd de rally vervangen als Franse WK-ronde door de Rally Alsace-Vosges, welke in tegenstelling tot Corsica op het vasteland werd verreden. De rally keerde in 2011 terug als ronde van de Intercontinental Rally Challenge, een serie dat later opging in het vernieuwde Europese kampioenschap. Sinds 2015 maakt de rally echter weer deel uit van de WK-kalender.

## Wedstrijdkarakteristieken
De rally wordt volledig op asfalt verreden, rondom de omgeving van de startplaats Ajaccio, waar de rally normaliter zijn basis kent. In recente jaren heeft de start of finish ook plaats gevonden in Bastia. Een karakteristiek van bepaalde delen van het asfalt is dat het niet altijd van hoge kwaliteit is en het hobbels en kuiltjes bezit. De rally staat ook bekend om het hoge aantal bochten die het telt en staat daarom internationaal bekend als de 'Rally of the ten thousand corners' (vertaald: Rally van de tienduizend bochten). In de geschiedenis hebben deze omstandigheden vaak voor flinke ongelukken gezorgd bij verschillende deelnemers, in het meest tragische geval de dodelijke ongevallen van Attilio Bettega in 1985, en het jaar daarop van Henri Toivonen en navigator Sergio Cresto; het laatstgenoemde geval was direct de aanleiding om de Groep B klasse een competitieverbod op te leggen.

## Lijst van winnaars

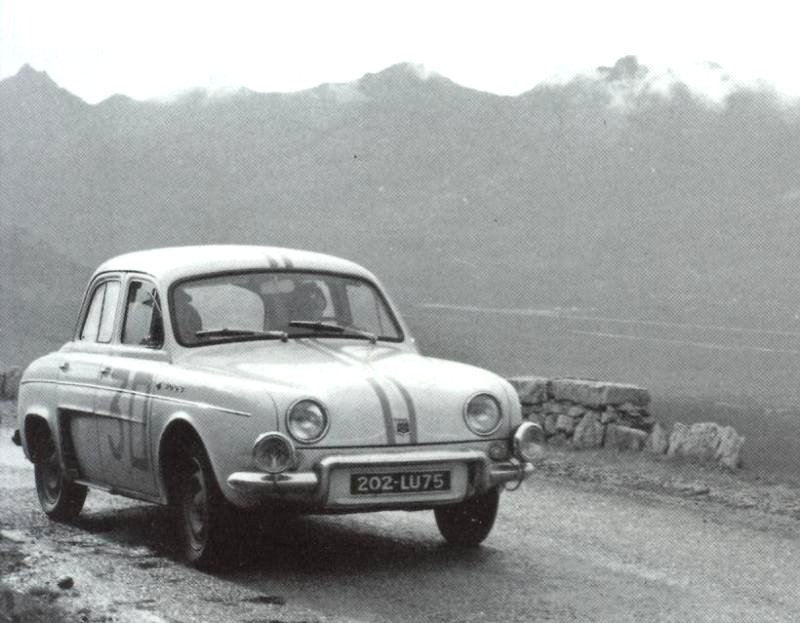
Drievoudig winnaar Pierre Orsini actief in de Renault Dauphine, hier in 1962

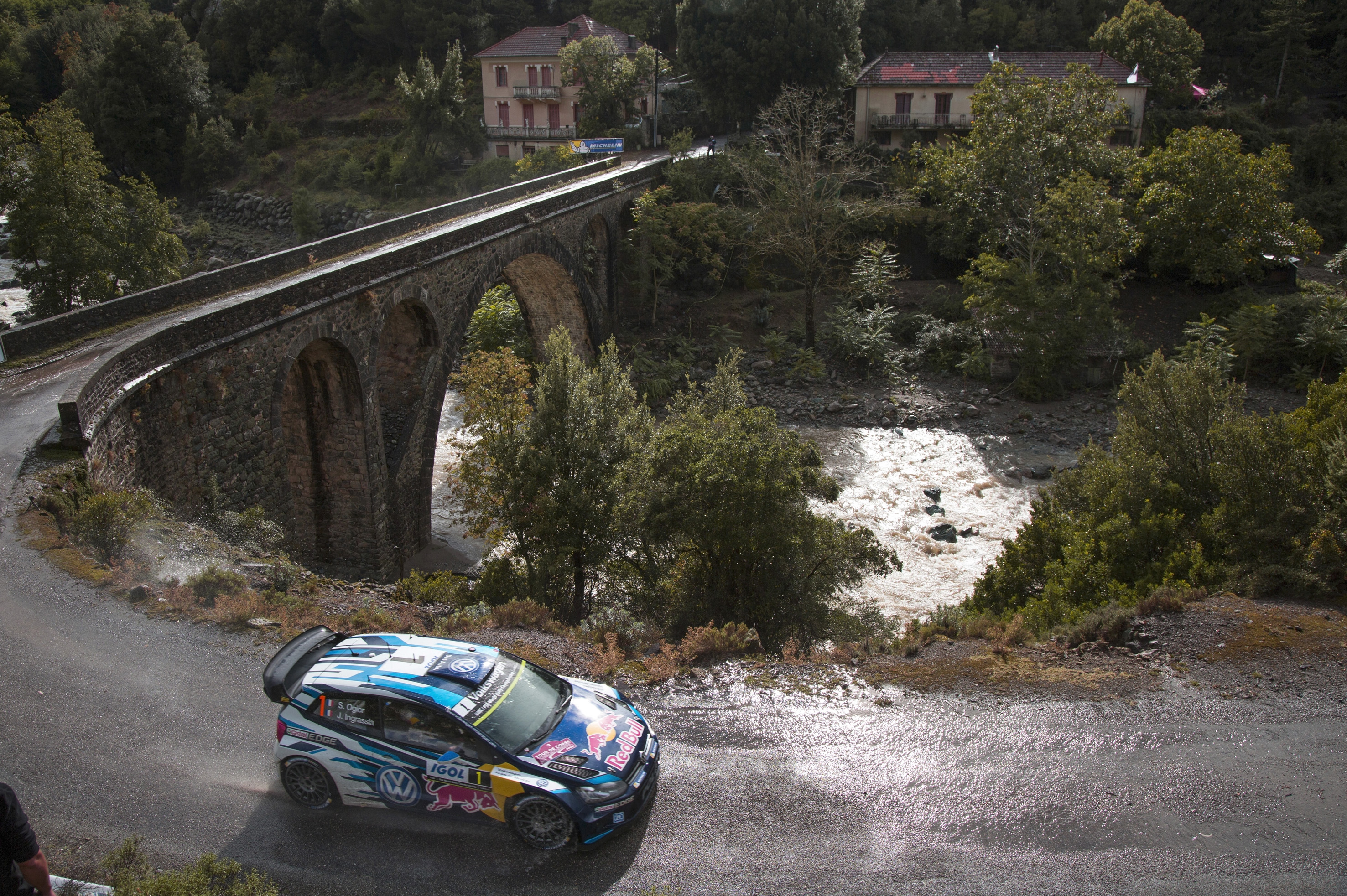
Na een aantal jaar absentie keerde de rally in 2015 terug op de kalender van het WK rally

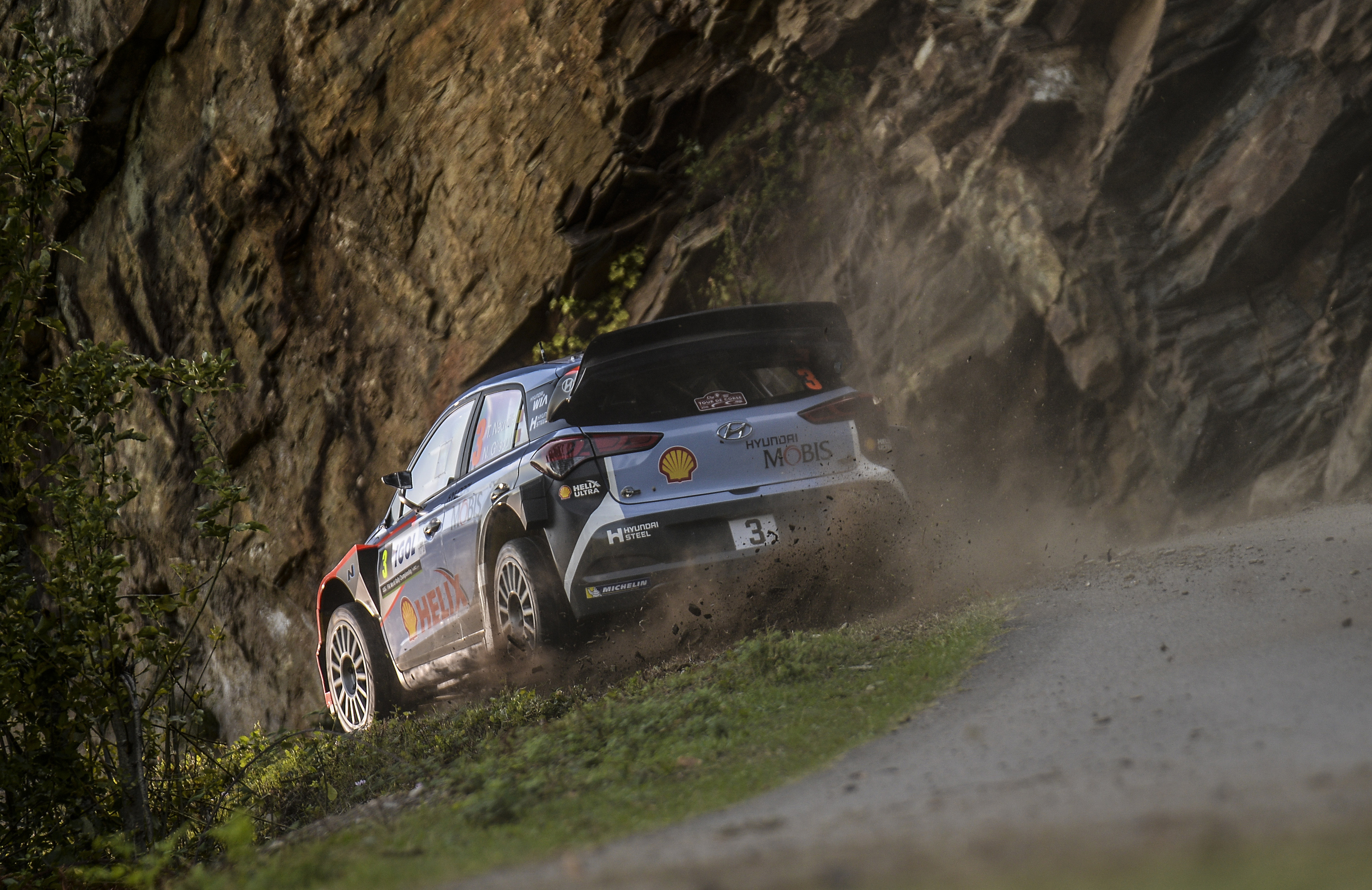
Thierry Neuville actief tijdens de rally in 2016

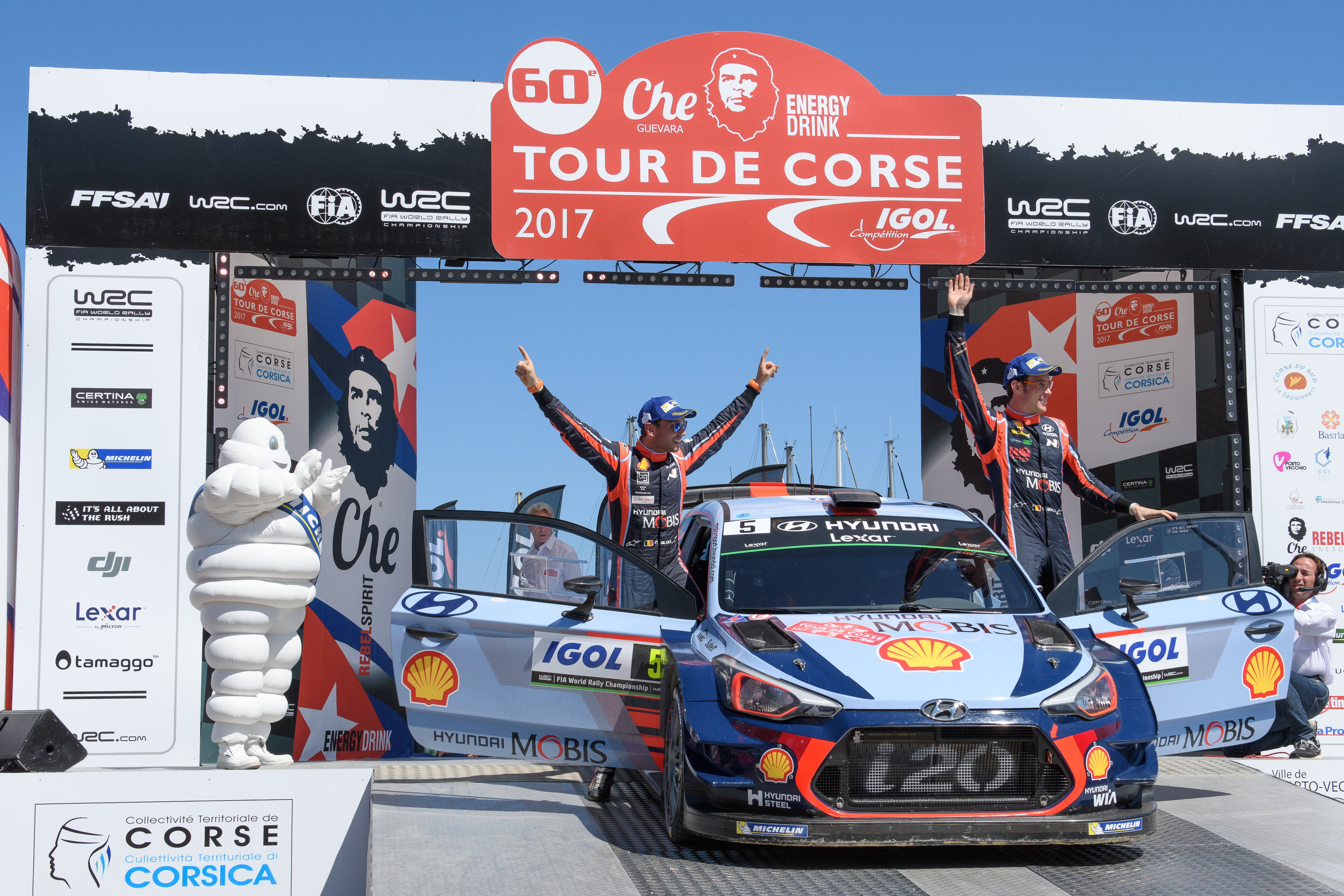
Neuville en navigator Nicolas Gilsoul wonnen de rally in 2017 en 2018

| Editie | Seizoen | Rijder               | Navigator               | Auto                              |
| ------ | ------- | -------------------- | ----------------------- | --------------------------------- |
| 62     | 2019    | Thierry Neuville     | Nicolas Gilsoul         | Hyundai i20 Coupé WRC             |
| 61     | 2018    | Sébastien Ogier      | Julien Ingrassia        | Ford Fiesta WRC                   |
| 60     | 2017    | Thierry Neuville     | Nicolas Gilsoul         | Hyundai i20 Coupé WRC             |
| 59     | 2016    | Sébastien Ogier      | Julien Ingrassia        | Volkswagen Polo R WRC             |
| 58     | 2015    | Jari-Matti Latvala   | Miikka Anttila          | Volkswagen Polo R WRC             |
| 57     | 2014    | Stéphane Sarrazin    | Jacques-Julien Renucci  | Ford Fiesta RRC                   |
| 56     | 2013    | Bryan Bouffier       | Xavier Panseri          | Peugeot 207 S2000                 |
| 55     | 2012    | Daniel Sordo         | Carlos del Barrio       | Mini John Cooper Works 1.6T S2000 |
| 54     | 2011    | Thierry Neuville     | Nicolas Gilsoul         | Peugeot 207 S2000                 |
|        | 2010    | Rally niet gehouden. | Rally niet gehouden.    | Rally niet gehouden.              |
| 53     | 2009    | Pascal Trojani       | Francis Mazotti         | Peugeot 307 WRC                   |
| 52     | 2008    | Sébastien Loeb       | Daniel Elena            | Citroën C4 WRC                    |
| 51     | 2007    | Sébastien Loeb       | Daniel Elena            | Citroën C4 WRC                    |
| 50     | 2006    | Sébastien Loeb       | Daniel Elena            | Citroën Xsara WRC                 |
| 49     | 2005    | Sébastien Loeb       | Daniel Elena            | Citroën Xsara WRC                 |
| 48     | 2004    | Markko Märtin        | Michael Park            | Ford Focus RS WRC 04              |
| 47     | 2003    | Petter Solberg       | Phil Mills              | Subaru Impreza WRC2003            |
| 46     | 2002    | Gilles Panizzi       | Hervé Panizzi           | Peugeot 206 WRC                   |
| 45     | 2001    | Jesús Puras          | Marc Martí              | Citroën Xsara WRC                 |
| 44     | 2000    | Gilles Panizzi       | Hervé Panizzi           | Peugeot 206 WRC                   |
| 43     | 1999    | Philippe Bugalski    | Jean-Paul Chiaroni      | Citroën Xsara Kit Car             |
| 42     | 1998    | Colin McRae          | Nicky Grist             | Subaru Impreza WRC98              |
| 41     | 1997    | Colin McRae          | Nicky Grist             | Subaru Impreza WRC97              |
| 40     | 1996    | Philippe Bugalski    | Jean-Paul Chiaroni      | Renault Mégane Maxi               |
| 39     | 1995    | Didier Auriol        | Denis Giraudet          | Toyota Celica GT-Four             |
| 38     | 1994    | Didier Auriol        | Bernard Occelli         | Toyota Celica Turbo 4WD           |
| 37     | 1993    | François Delecour    | Daniel Grataloup        | Ford Escort RS Cosworth           |
| 36     | 1992    | Didier Auriol        | Bernard Occelli         | Lancia Delta HF Integrale         |
| 35     | 1991    | Carlos Sainz         | Luís Moya               | Toyota Celica GT-Four             |
| 34     | 1990    | Didier Auriol        | Bernard Occelli         | Lancia Delta Integrale 16V        |
| 33     | 1989    | Didier Auriol        | Bernard Occelli         | Lancia Delta Integrale            |
| 32     | 1988    | Didier Auriol        | Bernard Occelli         | Ford Sierra RS Cosworth           |
| 31     | 1987    | Bernard Béguin       | Jean-Jacques Lenne      | BMW M3                            |
| 30     | 1986    | Bruno Saby           | Jean-François Fauchille | Peugeot 205 Turbo 16 E2           |
| 29     | 1985    | Jean Ragnotti        | Pierre Thimonier        | Renault 5 Maxi Turbo              |
| 28     | 1984    | Markku Alén          | Ilkka Kivimäki          | Lancia Rally 037                  |
| 27     | 1983    | Markku Alén          | Ilkka Kivimäki          | Lancia Rally 037                  |
| 26     | 1982    | Jean Ragnotti        | Jean-Marc Andrié        | Renault 5 Turbo                   |
| 25     | 1981    | Bernard Darniche     | Alain Mahé              | Lancia Stratos HF                 |
| 24     | 1980    | Jean-Luc Thérier     | Michel Vial             | Porsche 911 SC                    |
| 23     | 1979    | Bernard Darniche     | Alain Mahé              | Lancia Stratos HF                 |
| 22     | 1978    | Bernard Darniche     | Alain Mahé              | Fiat 131 Abarth                   |
| 21     | 1977    | Bernard Darniche     | Alain Mahé              | Fiat 131 Abarth                   |
| 20     | 1976    | Sandro Munari        | Silvio Maiga            | Lancia Stratos HF                 |
| 19     | 1975    | Bernard Darniche     | Alain Mahé              | Lancia Stratos HF                 |
| 18     | 1974    | Jean-Claude Andruet  | 'Biche'                 | Lancia Stratos HF                 |
| 17     | 1973    | Jean-Pierre Nicolas  | Michel Vial             | Alpine-Renault A110 1800          |
| 16     | 1972    | Jean-Claude Andruet  | 'Biche'                 | Alpine-Renault A110 1800          |
|        | 1971    | Rally geannuleerd.   | Rally geannuleerd.      | Rally geannuleerd.                |
| 15     | 1970    | Bernard Darniche     | Bernard Demange         | Alpine-Renault A110 1600          |
| 14     | 1969    | Gérard Larrousse     | Maurice Gelin           | Porsche 911 R                     |
| 13     | 1968    | Jean-Claude Andruet  | Maurice Gelin           | Alpine-Renault A110 1300          |
| 12     | 1967    | Sandro Munari        | Luciano Lombardini      | Lancia Fulvia 1.3 Coupé HF        |
| 11     | 1966    | Jean-François Piot   | Jean-François Jacob     | Renault 8 Gordini                 |
| 10     | 1965    | Pierre Orsini        | Jean-Baptiste Canocini  | Renault 8 Gordini                 |
| 9      | 1964    | Jean Vinatier        | Roger Masson            | Renault 8 Gordini                 |
| 8      | 1963    | René Trautmann       | Jean-Claude Ogier       | Citroën DS 19                     |
| 7      | 1962    | Pierre Orsini        | Jean-Baptiste Canocini  | Renault Dauphine                  |
| 6      | 1961    | René Trautmann       | Jean-Claude Ogier       | Citroën DS 19                     |
| 5      | 1960    | Herbert Linge        | Paul-Ernst Strahle      | Porsche SC 90                     |
| 4      | 1959    | Pierre Orsini        | Jean-Baptiste Canocini  | Renault Dauphine                  |
| 3      | 1958    | Guy Monraisse        | Jacques Feret           | Renault Dauphine                  |
| 2      | 1957    | Michel Nicol         | Roger De la Geneste     | Alfa Romeo Giulietta              |
| 1      | 1956    | Gilberte Thirion     | Nadège Ferrier          | Renault Dauphine                  |